# Kalvarienberg Gnas

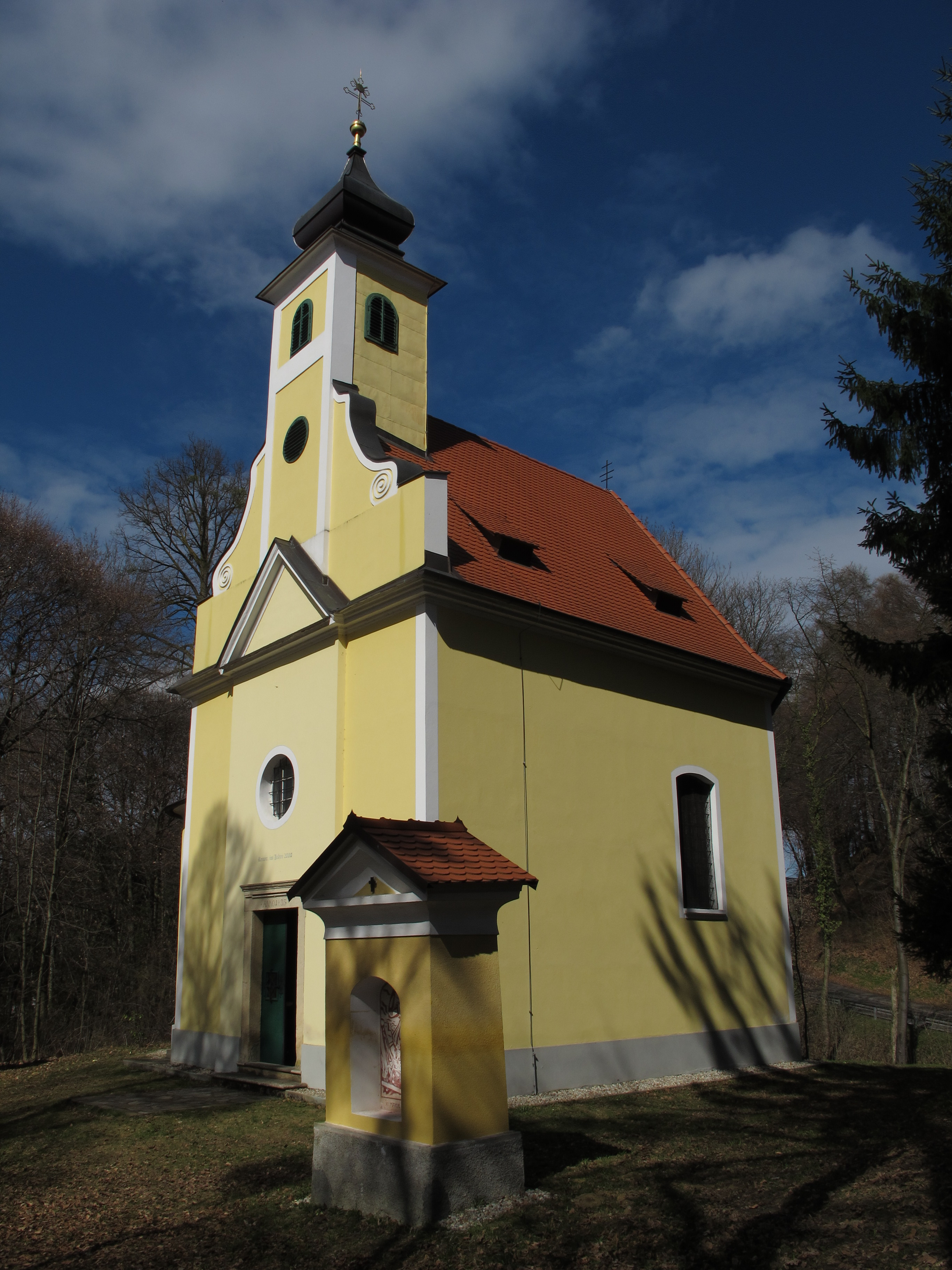
Kalvarienbergkirche in Gnas

Der Kalvarienberg Gnas steht am Ostrand von Gnas in der Marktgemeinde Gnas im Bezirk Südoststeiermark in der Steiermark. Der Kalvarienberg steht unter Denkmalschutz (Listeneintrag).

## Geschichte
Der Kalvarienberg wurde 1609 angelegt und mehrfach, zuletzt 1958, erneuert. 

## Architektur

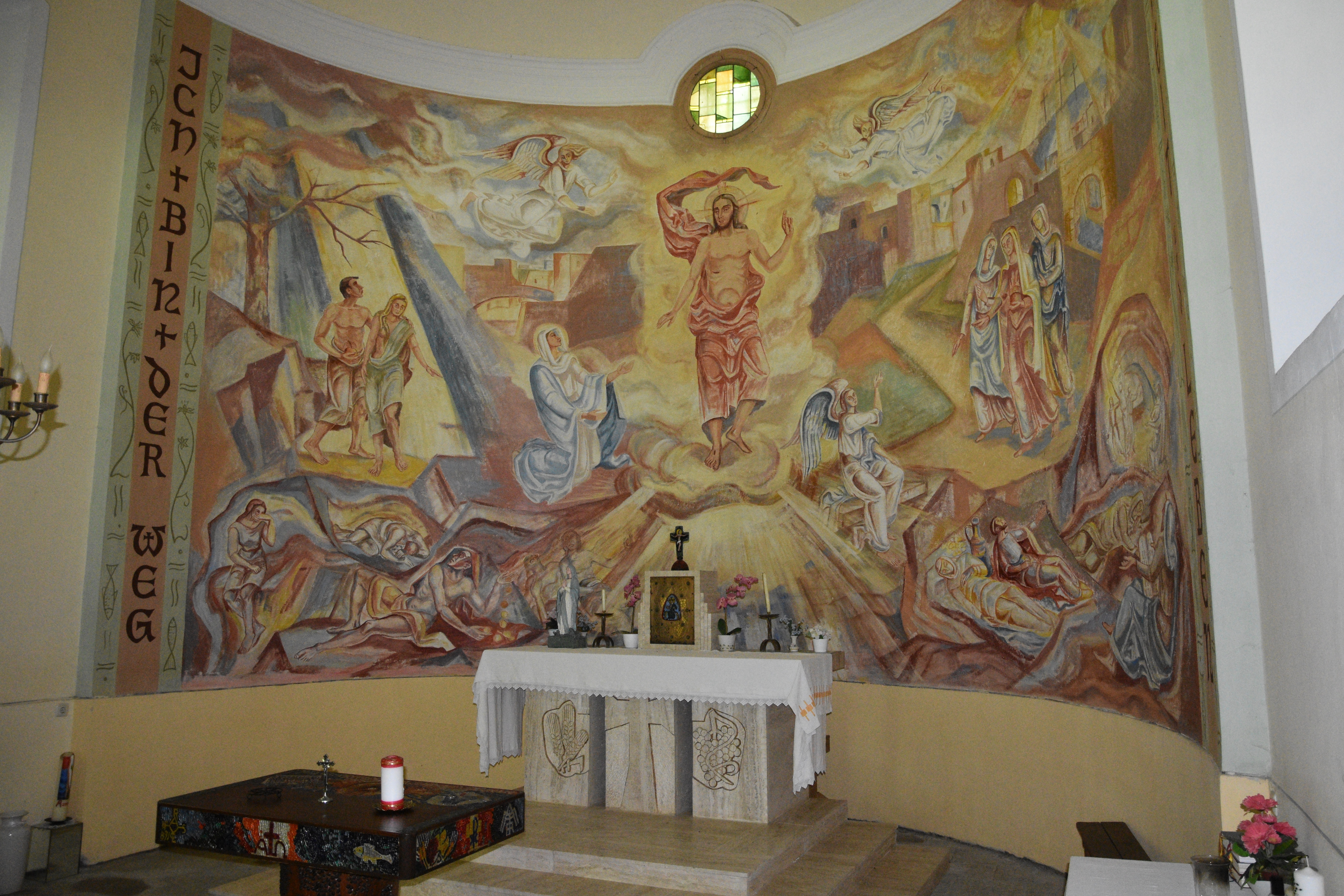
Innenansicht Kalvarienbergkirche Gnas

Die kleine einschiffige Kirche mit ihrer Einturmfassade und dem 3/8-Schluss ist am Eingang mit „Anno 1833“ bezeichnet. Die Ausstattung mit einem großen Wandbild der Auferstehung hinter dem Altar ist neueren Datums.
Die beiden Glasfenster entstanden 1958 nach Entwürfen des damals erst neunzehnjährigen Johannes Scheucher (späterer Künstlername Hannes Scheucher).
Die Darstellungen auf den Bildstöcken der 14 Kreuzwegstationen malte als Sgraffitos ein gewisser Maitz (1958). Den Abschluss bildet eine Kreuzigungsgruppe, am Sockel der Maria sind die Stifter bezeichnet: „Michael Ploder“ und „Susanne F. F. 1740“.